# 고자키역 (오이타현)
고자키역(일본어: 幸崎駅) 일본 오이타현 오이타시에 있는 규슈 여객철도 · 일본화물철도 닛포 본선의 역이다.
보통열차의 반수 미만이 이 역으로 오이타 방면에 돌아와, 이른 아침 및 일부의 특급열차가 정차한다.
역의 소재지는 '간자키'라고 표기하지만, 사가현 간자키시에 있는 간자키역과 구별하기 위해 이 역명이 채용되었다. 예전에는 사가노세키 철도가 접속하고 있었다.

## 역 구조 및 승강장
단선 승강장 1면 1선과 섬식 승강장 1면 2선의 합계 2면 3선의 승강장을 가지는 지상역이다. 승강장은 고속화 공사 사업 때에 6량 편성까지의 대응으로 변경되었기 때문에, 다객기의 특급열차로는 전·후단의 차량이 승강장으로 걸리지 않는 일이 있다. 또한 1면 1선의 단선 승강장은 역 서점과는 반대쪽에 있어, 모두의 승강장 간 연락은 과선교로 이용한다.
분테쓰 개발이 역 업무를 수탁하는 업무 위탁역으로, 마르스가 없지만 POS 단말기가 설비되어 있다. 2012년에 이 역 이북의 닛포 본선의 역으로 SUGOCA를 도입예정.
- 1번선 (섬식 승강장)
  - 대피가 없는 모두의 정차 · 통과
  - 정차 열차끼리의 대피에 있어서의 하행 (사시우, 우스키, 사이키, 시게오카, 미나미노베오카, 미나미미야자키, 미야자키쿠코 방면)
- 2번선 (섬식 승강장)
  - 대피 열차
  - 정차 열차끼리의 대피에 있어서의 상행 (사카노이치, 오이타, 가메가와, 히지, 기쓰키, 오가, 나카야마가, 야나기가우라, 고쿠라, 모지코 방면)
- 3번선 (단선 승강장)
  - 하행 발착 및 반환 상행 방면, 종전 유치 (당 역 발착 · 종착의 전동차가 사용된다).

## 이용 현황
- 2009년도의 1일 평균 승차 인원은 425명이다 (전년도 비 + 6명).

| 승차 인원 추이 | 승차 인원 추이 |
| 연도           | 1일 평균 인수  |
| -------------- | -------------- |
| 2000           | 407            |
| 2001           | 453            |
| 2002           | 477            |
| 2003           | 471            |
| 2004           | 483            |
| 2005           | 489            |
| 2006           | 463            |
| 2007           | 438            |
| 2008           | 419            |
| 2009           | 425            |

## 역 주변
역 앞부터 국도 제197호선 구 도로로 걸친 구릉 위에는 민가나 상점, 초·중학교가 있어, 해안에는 어항이나 해수욕장이 있다. 역 뒤를 흐르는 소하천을 따라 낮은 땅에는 논밭이 이어진다. 반농반어의 한가로운 풍경이 지금도 남지만, 1990년대 이후, 공영 주택건설이나 주택단지의 조성이 행해져, 서서히 양상이 변모하고 있다.
2005년, 오이타 시와 합병하기까지 이 역이 구 · 사가노세키 정의 중심역으로, 사가노세키 철도 후는 구 · 사가노세키 정 유일의 철도역이었다. 다만, 이 역은 1955년의 구 · 사가노세키 정 성립 전, 고자키 촌(일본어: 神崎村)이라고 불리던 지역에 소재해, 사가노세키 항에 있는 구 · 도시 중심부의 사가노세키 지구와는 약 8 km 떨어져 있기 때문에, 역 주변이나 연선부터는 그 모습을 들여다보는 일은 없다.
- 국도 제197호선
- 쓰키야마 고분
- 고자키 해수욕장

## 역사
- 1914년 4월 1일 : 국유철도의 역으로서, 오이타 - 당역 간 개통시에 개업. 당시는 종착역.
- 1915년 8월 15일 : 당 역 - 우쓰키 역 간 개통.
- 1933년 3월 28일 : 성영 자동차(후의 일본국유철도 버스) 사가노세키 선(고자키 역 - 사가노세키 역 간)) 운행 개시. 이 노선은 규슈 최고의 것.
- 1946년 3월 11일 : 일본 광업 사가노세키 철도 개업 (접속 역은 닛코 고자키 역).
- 1963년 5월 15일 : 사가노세키 철도 전 노선 폐지.
- 1972년 2월 25일 : 전용선 발착을 제외한 화물의 취급 폐지.
- 1985년 3월 14일 : 하물의 취급을 폐지.
- 1987년 4월 1일 : 일본국유철도 분할 민영화에 의해, 규슈 여객철도 · 일본화물철도가 승계.
- 1996년 3월 16일 : 화물열차의 설정이 폐지.
  - 사가노세키 철도의 폐선 후도 닛코 금속 사가노세키 제련소 (현 · 팬 퍼시픽 커퍼 사가노세키 제련소)로의 구리 제련으로서 생긴 초산을 탱크차로 싣기 위한 시설 및 전용선이 있었다. 농초산을 주로, 신난요역 경유로 산인 본선의 고쓰역이나 마스다역까지 수송되고 있었다.
- 2008년 12월 22일 : 구 역사를 해체해, 임시 역사로 영업.
- 2009년 3월 20일 : 신 역사가 개업해, 신축 기념 식전이 행해졌다.

## 인접 역
| 닛포 본선              | 닛포 본선   | 닛포 본선                |
| ---------------------- | ----------- | ------------------------ |
| 사카노이치 고쿠라 방면 | ■ 닛포 본선 | 사시우 가고시마추오 방면 |